# 우주형사 갸반
우주형사 갸반(일본어: 宇宙刑事ギャバン 우추케이지 갸반[*]) 은 일본 토에이가 제작한 메탈 히어로 시리즈의 첫 번째 작품으로, 1982년 3월 5일부터 1983년 2월 25일까지 일본 TV 아사히를 통해 방영되었다.
1981년 울트라 시리즈와 가면라이더 시리즈의 제작이 종료되면서 매년 일본에서 방영되는 특수촬영 드라마 프로그램은 슈퍼 전대 시리즈만 남게 되었다. 이듬해 1982년 토에이에서 기존 시리즈에 포함시키지 않고 별도로 제작한 프로그램이 우주형사 갸반이었다. 우주형사 시리즈 3부작 중 첫 작품이기도 하다.

## 줄거리
주인공 갸반은 우주범죄조직 마크로부터 지구를 지키기 위해 바트 행성에 근거지를 둔 은하연방경찰로부터 파견된 지구 담당 우주형사이다. 예전에 우주형사로서 지구에 부임한 바트인 보이서와 지구인 이치조지 타미코 사이에서 태어난 갸반은 지구 이름 이치조지 레츠(일본어: 一条寺 烈 이치죠지 레츠[*])라는 이름도 가지고 있다. 보통은 아발론 승마 클럽에서 일하며, 마크가 범죄를 일으킬 때마다 출동한다. 또한 행방불명된 아버지 보이서를 찾는다.

## 등장 인물
- 이치조지 레츠 (일본어: 一条寺 烈) - 갸반
- 은하연방경찰
- 우주범죄조직 마크

## 캐스트
- 이치조지 레츠 - 오오바 켄지
  - 갸반 슈츠 배우 - 무라카미 준
- 미미 - 카노 와키코
- 콤 장관 - 니시자와 토시아키
- 마린 - 나시로 쿄코
- 보이서 - 치바 신이치
  - 젊은 시절의 보이서 - 오오바 켄지
- 이치조지 타미코 - 쿠보타 타미에
- 호시노 츠키코 - 타치바나 아이코
- 오오야마 코지로 - 스즈키 마사유키
- 후지 고스케 - 타타라 준
- 후지 와카바 - 나카시마 사나에
- 후지 요이치 - 후지와라 스스무
- 토야마 시게루 - 카제 신이치
- 헌터킬러 - 이다 미치로
- 산 도르바 - 니시다 켄
- 이가 덴 - 와타리 히로시
- 키바 - 미타니 노보루
- 돈 호러 - 이이즈카 쇼조 (제1화 ~ 제10화), 와타베 타케시 (제11화 ~ 제44화)
- 더블 걸 - 히가시 마리코, 히라세 리에, 야마구치 히로미
- 호러 걸 - 나가토 미유키, 타이치 코토에
- 나레이션 - 마사무네 잇세이